# Baleiniers (Turner)
Baleiniers (Whalers) ou La Baleinière est une peinture de 1845 de l'artiste britannique Joseph Mallord William Turner. Réalisée à l'huile sur toile, l'œuvre représente un baleinier et ses chaloupes poursuivant une baleine. Créée à l'origine dans l'espoir que le collectionneur Elhanan Bicknell l'achèterait, l'œuvre se trouve actuellement dans la collection du Metropolitan Museum of Art à New York,,.
Le tableau représente un cachalot blessé se débattant dans une mer d'écume et de sang. À l'arrière-plan se trouve un baleinier fantomatique à trois mâts.